# Alireza Eftekhari
Alireza Eftekhari (en persan : علیرضا افتخاری) est un chanteur iranien né en 1956 à Isfahan.
Il a commencé la musique à l'âge de douze ans avec Tadj Esfahani. Il a ensuite suivi des cours avec Jalil Shahnaz. 